# Seoni
Seoni è una suddivisione dell'India, classificata come municipality, di 89.799 abitanti, capoluogo del distretto di Seoni, nello stato federato del Madhya Pradesh. In base al numero di abitanti la città rientra nella classe II (da 50.000 a 99.999 persone).

## Geografia fisica
La città è situata a 22° 4' 60 N e 79° 31' 60 E e ha un'altitudine di 610 m s.l.m..

## Società

### Evoluzione demografica
Al censimento del 2001 la popolazione di Seoni assommava a 89.799 persone, delle quali 46.276 maschi e 43.523 femmine. I bambini di età inferiore o uguale ai sei anni assommavano a 10.863, dei quali 5.758 maschi e 5.105 femmine. Infine, coloro che erano in grado di saper almeno leggere e scrivere erano 68.886, dei quali 37.825 maschi e 31.061 femmine.